# DELICIOUS 〜JUJU's JAZZ 2nd Dish〜
『DELICIOUS 〜JUJU's JAZZ 2nd Dish〜』（デリシャス ジュジュズ ジャズ セカンド ディッシュ）は、JUJUの2枚目のジャズ・カバー・アルバム。2013年6月26日発売。

## 解説
松尾潔を総合プロデュースに迎えた、JUJUのジャズ・アルバム『DELICIOUS』シリーズの第2弾。
前作に引き続きスヌーピー（「PEANUTS」）とのコラボレーション作品となり、アルバムジャケットにはPEANUTSキャラクター達が登場している。また2作目となる本作では、ジャケットだけでなくミュージック・ビデオにもスヌーピーが登場している。
本作はジャズのスタンダード11曲に加え、邦楽オリジナル曲2曲を収録。前作に続き松尾潔総合プロデュースのもと、島健と菊地成孔をサウンド・プロデューサーに迎え、世界的トランペッター日野皓正などのメンバーが脇を固めている。収録曲の「Take Five」にはミュージック・ビデオが制作され、スヌーピーが出演しているビデオ内のアニメーションは、このために書き下ろされたオリジナル作品。作中に登場する近未来的ダンサーは、トリアディックバレエと呼ばれるオスカー・シュレンマーによって1920年前後に完成された作品で、アール・デコの一端を担ったもの。ミュージシャンはニューヨークで長年活動していたジャズマンを起用している。

## 収録曲
| #   | タイトル                      | 作詞                                                                       | 作曲                                           | 編曲                                                       | 時間 |
| --- | ----------------------------- | -------------------------------------------------------------------------- | ---------------------------------------------- | ---------------------------------------------------------- | ---- |
| 1.  | 「It's A Jazz Thing!!」       | 松尾潔                                                                     | 松尾潔、豊島吉宏                               | MAESTRO-T、島健                                            | 2:56 |
| 2.  | 「It Don't Mean A Thing」     | アーヴィング・ミルズ                                                       | デューク・エリントン                           | 島健                                                       | 4:14 |
| 3.  | 「Take Five」                 | イオラ・ブルーベック                                                       | ポール・デスモンド                             | 島健                                                       | 3:50 |
| 4.  | 「Give Him The Ooh-la-la」    | コール・ポーター                                                           | コール・ポーター                               | 島健                                                       | 2:49 |
| 5.  | 「In A Sentimental Mood」     | マニー・クルツ、アーヴィング・ミルズ                                       | デューク・エリントン                           | 島健                                                       | 3:53 |
| 6.  | 「We Are In Love」            | ハリー・コニックJr.                                                        | ハリー・コニックJr.                            | オリジナリーアレンジ：マーク・シャイマン、改作・替歌：島健 | 2:52 |
| 7.  | 「When You Wish Upon A Star」 | ネッド・ワシントン                                                         | リー・ハーライン                               | 川口大輔                                                   | 3:53 |
| 8.  | 「Summertime」                | デュボース・ヘイワード                                                     | ジョージ・ガーシュウィン                       | 島健                                                       | 4:21 |
| 9.  | 「Sway (Quien Sera)」         | パブロ・ベルトラン・ルイス、ルイス・デメトリオ、英訳詩：ノーマン・ギンベル | パブロ・ベルトラン・ルイス、ルイス・デメトリオ | 川口大輔                                                   | 2:37 |
| 10. | 「Misty」                     | ジョニー・バーク                                                           | エロール・ガーナー                             | 菊地成孔                                                   | 7:40 |
| 11. | 「My Foolish Heart」          | ネッド・ワシントン                                                         | ヴィクター・ヤング                             | 島健                                                       | 5:00 |
| 12. | 「More Than You Know」        | ビリー・ローズ、エドワード・エリスク                                       | ヴィンセント・ユーマンス                       | 島健                                                       | 3:25 |
| 13. | 「You & Me」                  | 松尾潔                                                                     | 川口大輔                                       | 川口大輔                                                   | 5:05 |